# Refugi de Bassiès
El refugi de Bassiès és un refugi de muntanya del departament de l'Arieja (França) a 1.650 m d'altitud i situat prop dels Estanys de Bassiès al peu del circ grànític de la Pique Rouge.